# Kasztan amerykański
Kasztan amerykański, kasztan zębaty (Castanea dentata (Marshall) Borkh.) – gatunek drzew z rodziny bukowatych. Występuje we wschodniej części Ameryki Północnej. W Stanach Zjednoczonych zasięg występowania ciągnie się pasem od Missisipi przez Wirginię Zachodnią po Maine, w Kanadzie spotykany w prowincji Ontario.

## Morfologia

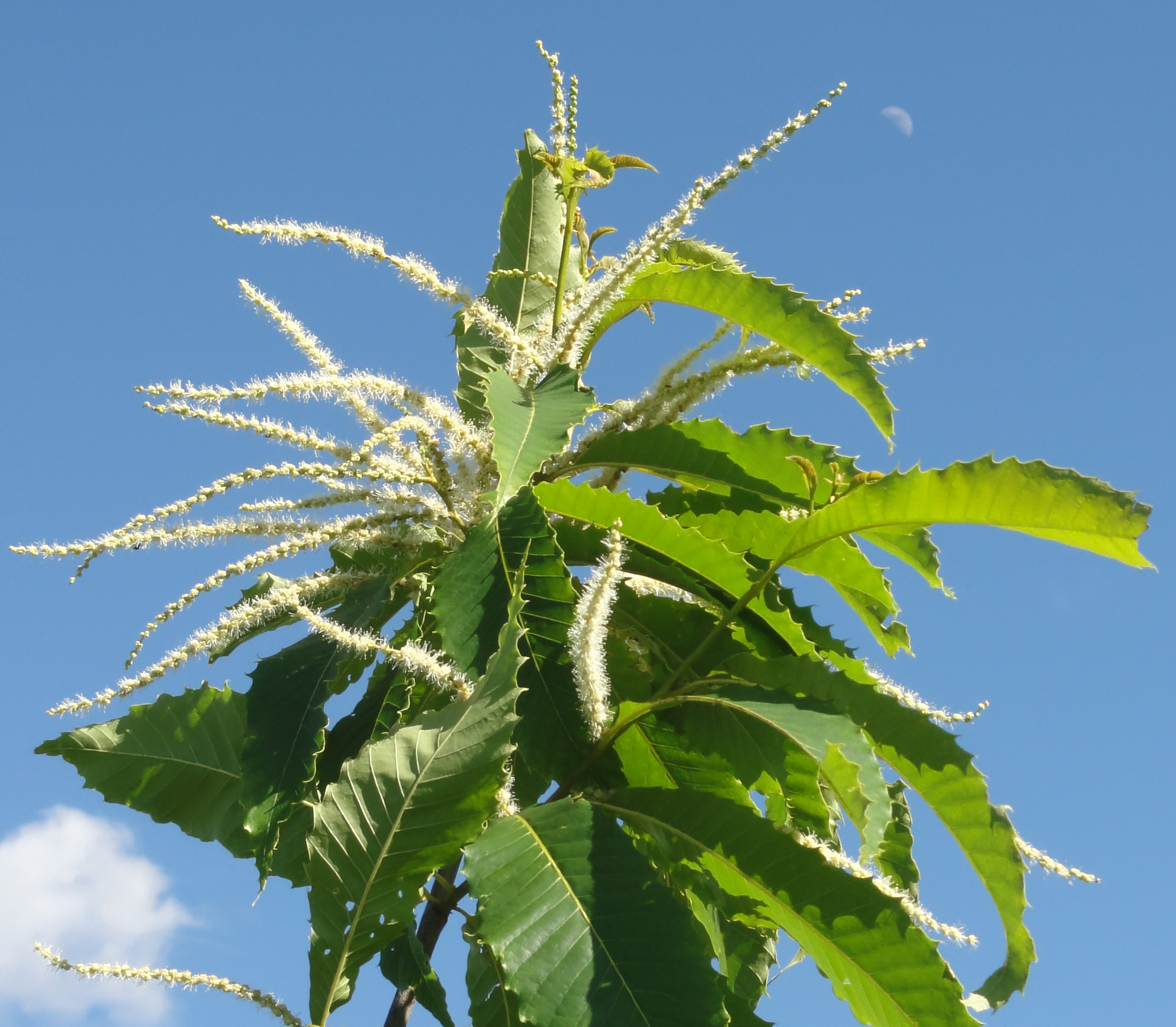
Kwiatostany

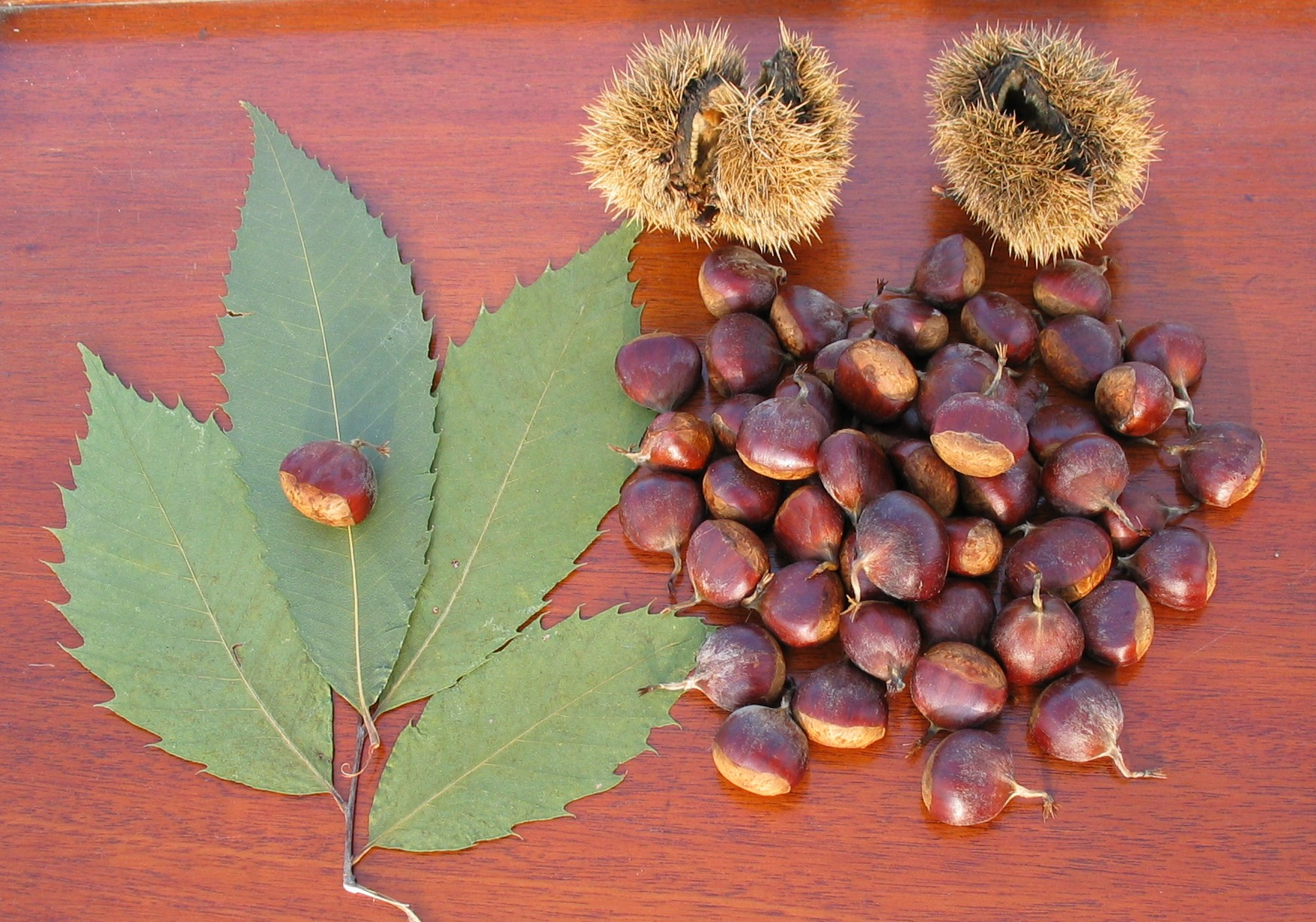
Liście i owoce

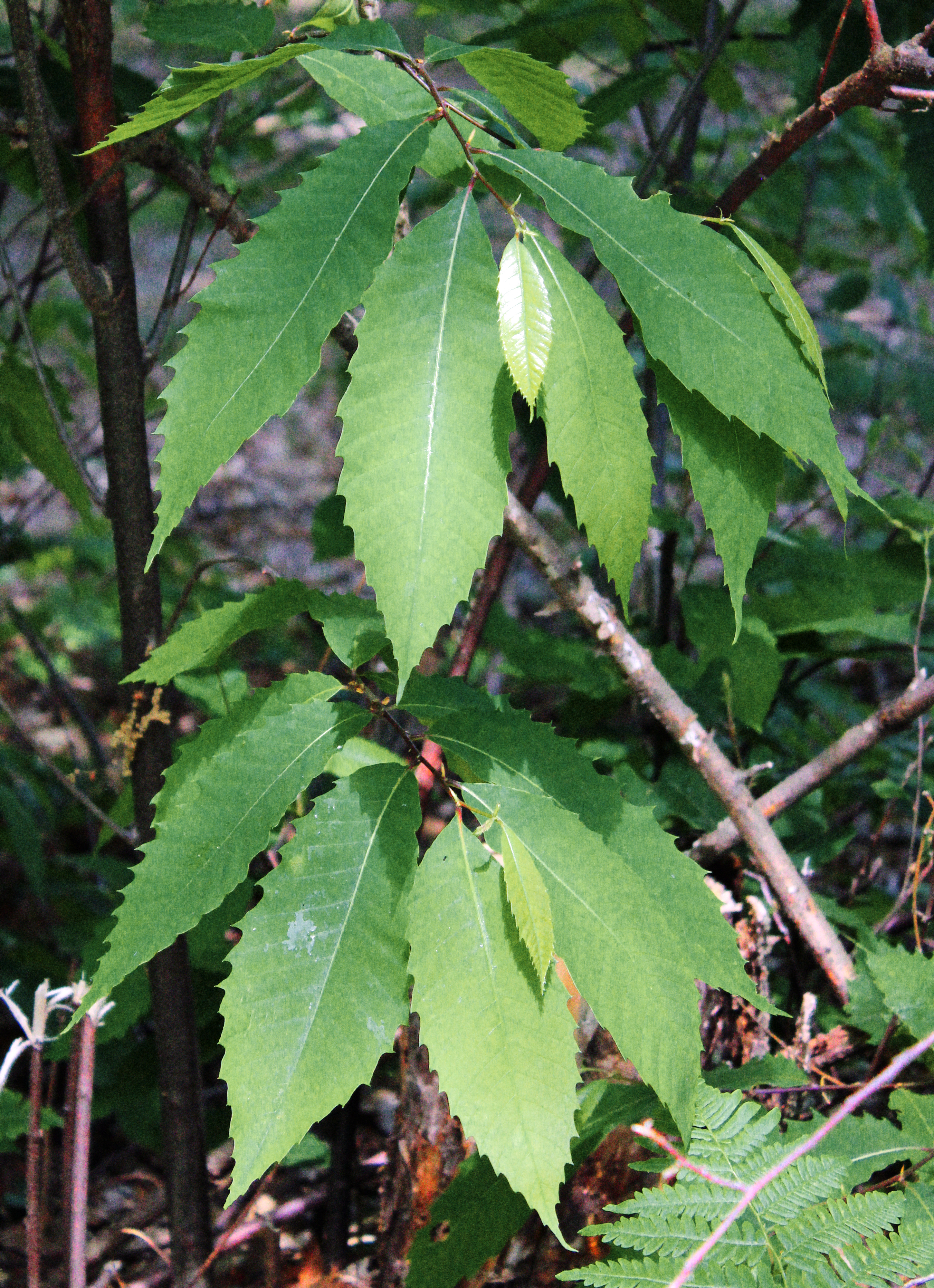
Liście

PokrójDuże drzewo dorastające do 35 m wysokości. Korona nisko osadzona i silnie rozgałęziona.
KoraSzarobrązowa, ciemna. U starszych roślin spękana.
LiściePodłużnie lancetowate, zaostrzone i piłkowane dorastające 25 cm długości.
KwiatyKwiaty męskie i żeńskie zebrane razem w żółtych, sterczących kwiatostanach o długości 20 cm.
OwocCiemnobrązowe, błyszczące orzechy skryte w zielonej, kolczastej okrywie wielkości do 6 cm, która dojrzewając żółknie.

## Biologia i ekologia
RozwójFanerofit. Roślina jednopienna, owadopylna. Kwitnie wczesnym latem. Kasztan amerykański był jednym z najważniejszych drzew dominujących w lasach wschodniej Ameryki Północnej. Liczebność tego gatunku została jednak znacznie zredukowana w pierwszej połowie XX wieku w wyniku inwazji zawleczonego z Chin w końcu XIX wieku grzyba Cryphonectria parasitica, wywołującego zgorzel kasztana. Praktycznie wszystkie naturalne populacje pozostają zakażone, tworzy się jednak programy hodowlane mające na celu stworzenie odpornej hybrydy.
SiedliskoPreferuje suchsze gleby, rośnie w żyznych lasach liściastych i mieszanych do 1200 m n.p.m.

## Zastosowanie
Roślina ozdobnaSadzona w ogrodach botanicznych i arboretach.
Roślina jadalnaDrzewo chętnie uprawiane dla smacznych orzechów.
Roślina leczniczaW medycynie ludowej Indian, różne części rośliny stosowano na szereg dolegliwości.
Surowiec drzewnyDrewno jest lekkie i mocne, było powszechnie stosowane w budownictwie, meblarstwie, oraz przy wykończeniach.
Inne zastosowaniaKora zawierająca garbniki była stosowana w garbarstwie.